# نهنگ تیغ‌باله
نهنگ باله‌ای  یا نهنگ تیغ‌باله (نام علمی: Balaenoptera physalus)، یک پستاندار آب‌زی و یکی از انواع نهنگ‌ها است. این موجود دومین موجود زندهٔ بزرگ دنیا پس از نهنگ آبی است و دارای طولی در حدود ۲۷ متر و وزنی معادل ۱۱۴ تُن است. این جانور دارای دو زیرگونه ی شناخته شده‌است و در مناطق مختلفی از آب‌های مناطق قطبی تا آب‌های مناطق گرمسیری یافت می‌شود. این گونهٔ نهنگ از ماهی‌های کوچک، ماهی مرکب و سخت‌پوستانی چون کریل و پاروپایان تغذیه می‌کند. طی قرن بیستم تعداد بسیار زیادی از این نهنگ برای مصارف انسانی شکار و صید شد که این موضوع باعث کاهش شدید تعداد این جانور شده‌است. در حال حاضر قوانینی جهت جلوگیری از صید این گونه وضع گردیده‌است.